# Eric Papilaya
Eric Papilaya (* 9. Juni 1978 in Vöcklabruck) ist ein österreichischer Musiker.

## Leben und Karriere
Eric Papilaya ist der Sohn eines Indonesiers und einer Österreicherin. Er ist gelernter Grafiker. Mit 15 Jahren gründete er die Band „Milk“, mit der er 13 Jahre lang zusammenspielte.
Er war 2008/2007 unter dem Künstlernamen „Ric“ Teilnehmer an der dritten Staffel der Castingshow Starmania. Er erreichte dort den fünften Platz und stellte seinen Song Alles, was du bist vor. Nach einem Rechtsstreit mit einem Künstler (dem oberösterreichischen Liedermacher Rik), der bereits vorher einen ähnlich klingenden Namen verwendet hatte, verzichtete er auf den Künstlernamen „Ric“. 2007 vertrat Papilaya Österreich beim Eurovision Song Contest. Er sang dort den offiziellen Life-Ball-Song 2007, Get a Life – Get Alive, schied jedoch bereits im Semifinale mit dem 27. und vorletzten Platz aus. Ende 2007 nahm Papilaya an der Aktion „Die Neuen Österreicher“ des Radiosenders Ö3 teil und wirkte an dem dabei entstandenen Song Kinder mit. Bis 2009 nahm er an mehreren Starmania-Touren teil.
Beim Fernsehsender ServusTV moderierte Papilaya von 2010 bis 2012 die Sendung Music Nuggets. Im Jahr 2012 veröffentlichte er die Singles Time to Fly und Ready to Move. Letzterer Song wurde als Opener der Österreichischen Fußballbundesliga bei dem Sender Sky eingesetzt. 2013 veröffentlichte Eric Papilaya die Single I.L.D. Ich liebe dich. Er nahm als Sänger und Performer Teil an der Show Musical Rocks!.
Im Herbst 2013 begann eine Zusammenarbeit mit Norbert Oberhauser, Volker Piesczek und Pepe Schütz unter dem Namen The Rats Are Back. 2014 wurde das Album One Night Only veröffentlicht. Im Sommer 2014 spielte Eric Papilaya mit Band als Opener für Xavier Naidoo vor fast 12.000 Leuten in Ansfelden in der Nähe von Linz. Im selben Jahr wurde die Single Neuer Tag veröffentlicht. 2017 folgte, wieder mit The Rats Are Back, nach der Single Tanzen das Album Bad Boys, produziert von Alexander Kahr. In diesem Album setzten die vier Entertainer auf eigene Songs in vorwiegend deutscher Sprache.
Papilaya wohnt in Laakirchen. Im September 2015 heiratete er seine langjährige Partnerin Julia Leonhartmair., 2018 ließ sich das Paar wieder scheiden.
2018 strahlt Servus TV Eric´s Sendung „Der Glücksmoment“ aus welche von ihm geschrieben und mitproduziert wurde.
2020 veröffentlicht er sein bislang erstes Soloalbum mit dem Titel „Eric Papilaya“, welches er selbst produziert und u. a. geschrieben hat.
2022 spielte er die Rolle des Malcolm X in dem deutschsprachigen Musical Martin Luther King - Das Chormusical und tourte damit durch Deutschland, Österreich und der Schweiz. Im selben Jahr heiratete er seine Managerin Melanie Binder, mit der er seit 2019 liiert war. 2023 wurden Binder, die Zwillingsschwester von Mirjam Weichselbraun, und Papilaya Eltern eines gemeinsamen Sohnes.

## Diskografie

### Singles
- 2007: Get a Life – Get Alive
- 2007: Kinder (mit Die Neuen Österreicher)
- 2008: All I Know
- 2012: Time to Fly
- 2012: Ready to Move
- 2013: I.L.D. Ich liebe dich
- 2014: Neuer Tag
- 2017: Lass Uns Tanzen Gehen (feat. Q)
- 2019: Imma
- 2019: Wir Zwei
- 2019: Giganten
- 2020: Giganten (feat. Mia Nova)
- 2020: Tag Am Strand
- 2020: Glashaus
- 2021: Getting Pretty Loose

### Alben
- 2014: The Rats Are Back – One Night Only
- 2017: The Rats Are Back – Bad Boys
- 2019: Q – Vienna Live Sessions
- 2020: Eric Papilaya